# Басівська сільська рада (Роменський район)
Басівська сільська́ ра́да — колишній орган місцевого самоврядування в Роменському районі Сумської області. Адміністративний центр — село Басівка.

## Загальні відомості
- Населення ради: 1 707 осіб (станом на 2001 рік)

## Населені пункти
Сільській раді були підпорядковані населені пункти:
- с. Басівка
- с. Бессарабка
- с. Велика Бутівка
- с. Великі Будки
- с. Вощилиха
- с. Гаї
- с. Залуцьке
- с. Заріччя
- с. Пшінчине

### Колишні населені пункти
- с. Холодне, зняте з обліку 2004 року

## Склад ради
Рада складалася з 16 депутатів та голови.
- Голова ради: Биченко Яків Петрович
- Секретар ради: Пертич Ольга Олексіївна

### Керівний склад попередніх скликань
| Прізвище, ім'я, по батькові | Основні відомості                                                 | Дата обрання | Дата звільнення |
| --------------------------- | ----------------------------------------------------------------- | ------------ | --------------- |
| Биченко Яків Петрович       | Сільський голова, 1957 року народження, освіта вища, безпартійний | 26.03.2006   | 31.10.2010      |
| Биченко Яків Петрович       | Сільський голова, 1957 року народження, освіта вища, безпартійний | 31.10.2010   |                 |

Примітка: таблиця складена за даними сайту Верховної Ради України